# Maccabeus tentaculatus
Maccabeus tentaculatus är en djurart som tillhör fylumet snabelsäckmaskar, och som beskrevs av Por 1973. Maccabeus tentaculatus ingår i släktet Maccabeus och familjen Chaetostephanidae. Inga underarter finns listade i Catalogue of Life.